# Foire (économie)
Pour les articles homonymes, voir Foire.
Une foire, qui peut être appelée aussi marché de grande importance, se déroule sur un foirail ou champ de foire. C'est une manifestation commerciale d'exposants faisant partie d'un même secteur économique (comme le secteur agricole par exemple) se tenant dans une ville, un bourg à une époque et en un lieu généralement fixe. En Europe, les foires ont été les principales activités commerciales, les plus connues étant les foires de Champagne. Certaines anciennes foires agricoles se sont progressivement transformée en fêtes foraines (foire Saint-Romain, foire aux plaisirs...).

## Exemples historiques

### Foires du Moyen-Âge

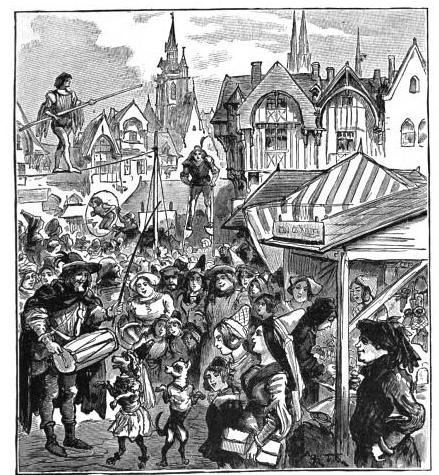
Paysans et bourgeois à la foire. Illustration tirée de Histoire de France, cours élémentaire, Ernest Lavisse, Armand Colin, 1913

La foire du Landi ou Lendit est établie par Charlemagne à Aix-la-Chapelle et transférée ensuite à Saint-Denis. « Landi vient du mot Indict ou Indit qui signifie temps marqué ou assigné. Chaque année on indiquait un jour où l'on montrait le trésor de la chapelle impériale et la foire commençait alors à Aix-la-Chapelle. Transférée à Saint-Denis dans l'actuel quartier de la Chapelle, elle n'en devint que plus célèbre. On s'y rendait de toutes les provinces de France et même d'Espagne, d'Angleterre, et d'Italie. Avant l'établissement de ces foires, il n'existait que des marchés où l'on trouvait à peine les choses les plus nécessaires ».
Les marchés sont, à l'origine, destinés à la vente des productions locales des jardins, des élevages, des vergers et des diverses fabrications locales, en général vivrières et artisanales.

### Foires de Champagne
Les foires de Champagne se tiennent depuis le XIIe siècle sur le domaine des comtes de Champagne. Leur succès historique est principalement le fait de la sécurité particulière dont bénéficiaient les marchands, garantie par les comtes de Champagne eux-mêmes. Elles se tenaient dans les villes de Lagny-sur-Marne (une fois par an), Provins (deux fois par an), Troyes (deux fois par an) et Bar-sur-Aube (une fois par an).

### Foires du Nouveau-Monde
Les foires sont un maillon non négligeable du commerce qui se tient entre le Nouveau-Monde et l'Europe. À Portobelo (Panama) se tiennent des foires (la première s'y tint en 1606) où les Indiens - les Peruleros - même les plus éloignés (particulièrement ceux de Lima) apportent leur argent et autres marchandises qui consistent en lingots d'or, barres d'argent, pièces de huit, perles, poudre d'or, laines de vigogne, bois de campêche qui sert aux teinturiers, cacao, etc. Toute la bonté de ce commerce consiste à savoir les besoins en marchandises européennes des colonies et d'autre part savoir si le nombre des marchandises que la flotte apporte à Puerto Belo est plus grand ou moindre que les lingots d'or, d'argent et les pièces de huit ou autres marchandises que les Peruleros apportent aussi à cette foire. Les uns et les autres ne repartent pas avec leur marchandise ce qui fait qu'il peut arriver que certaines marchandises soient négociées à « vil prix ». D'autres foires se tiennent à Buenos Aires (à la vice-royauté du Río de la Plata) et à Vera Cruz (à la vice-royauté de la Nouvelle Espagne). Les marchandises étaient emportées à travers l'Atlantique via la flotte des Indes et à travers le Pacifique via le Galion de Manille. Avec la destruction de Portobelo en 1739 par Edward Vernon, l'Espagne décide de passer par le cap Horn pour rallier ses colonies d'Amérique du Sud entraînant la déliquescence des ports panaméens.

## Exemples
- Fiera di U Casgiu
- Foire internationale du vin à Bordeaux: Vinexpo
- Foire du livre de Brive-la-Gaillarde
- Foire de Châlons
- Foire agricole de Beaucroissant
- Foire agricole de Poussay
- Foire agricole de Clermont-Ferrand
- Foire agricole de Tarbes
- Foire internationale et gastronomique de Dijon
- Foire du livre de Francfort
- Foire aux bestiaux de Laissac
- Foire de Nice
- Foire internationale de l'élevage à Rennes : SPACE
- Foire ovine de Réquista
- Marché international de l'édition musicale
- Foire aux vins d'Alsace à Colmar
- Foires aux vins : concept créé dans la grande distribution française en 1973 par Michel-Édouard Leclerc (son père Édouard Leclerc, propriétaire à cette époque de vignobles dans l'Entre-deux-Mers, organisait des dégustations de vins dans son magasin de Brest à la fin des années 1960, un de ses collègues l'a convaincu d'appeler ce événement « foire aux vins ») et appliqué initialement dans les centres Leclerc bretons de Landerneau, Brest et Saint-Pol-de-Léon, cassant ainsi le quasi-monopole de la distribution des vins fins par les cavistes grâce à des syndicats bordelais qui souhaitaient élargir leurs débouchés après deux crises de mévente au début des années 1970[3].
- Foire d'art contemporain : la première foire d'art contemporain est créée à Cologne en 1967. Il s'agit alors de vendre le maximum d'œuvres en un minimum de temps, plusieurs galeries étant représentées. Le concept se décline à l'international : après avoir envisagé Nice, le galeriste français Daniel Gervis constate la saturation des hôtels et se tourne alors vers Bâle, où naît en 1970 l'Art Basel, désormais devenu un lieu important du marché de l'art. On comptait 4 foires majeures dans les années 1970, 50 dans les années 1990 et 200 dans les années 2010. Ces rendez-vous réguliers se font toutefois au détriment des galeries, locales et fixes, qui doivent adapter leur mode de fonctionnement, leur participation aux grandes foires (transports des œuvres, hôtel, assurance, etc.) étant financièrement importante même si, selon l'ancien galeriste Pierre Huber, certaines galeries y montrent des œuvres qui ont en réalité déjà un client[4].

## Les métiers de l'événement
En 2011, les métiers de l'événement (foires, salons, congrès) représentent 5 228 entreprises et 12 291 salariés pour un marché estimé à 3 milliards d'euros en France.
Le secteur se structure autour de quatre types d'acteurs : les gestionnaires de sites, les organisateurs de manifestations, les prestataires (concepteurs de stand, hôtesses, restauration) et les généralistes du secteur.